# Sender Bad Mergentheim (Drillberg)
Der Sender Bad Mergentheim (Drillberg) ist ein Füllsender für Hörfunk. Er befindet sich oberhalb von Bad Mergentheim auf dem Drillberg, etwa ein Kilometer westlich der Innenstadt. Es kommt ein freistehender Betonmast als Antennenträger zum Einsatz.
Von hier aus wird die Stadt Bad Mergentheim und die nahe Umgebung mit dem Rundfunkprogramm Antenne 1 versorgt. Die Frequenz 101,2 MHz wurde bereits für eine Ausstrahlung mit 0,01 kW koordiniert.
Bis zur Einführung von DVB-T wurden von diesem Sender die Fernsehprogramme ZDF (Sendeleistung: 0,06 kW) und SWR Fernsehen (Sendeleistung: 0,06 kW) terrestrisch ausgestrahlt.

## Frequenzen und Programme

### Analoger Hörfunk (UKW)
Folgendes Hörfunkprogramm wird vom Sender Bad Mergentheim (Drillberg) auf UKW abgestrahlt:
| Frequenz (MHz) | Programm  | RDS PS   | RDS PI                | Regionalisierung | ERP (kW) | Antennendiagramm rund (ND)/gerichtet (D) | Polarisation horizontal (H)/vertikal (V) |
| -------------- | --------- | -------- | --------------------- | ---------------- | -------- | ---------------------------------------- | ---------------------------------------- |
| 106,0          | Antenne 1 | ANTENNE1 | D40A (regional), D30A | Heilbronn        | 0,1      | ND                                       | H                                        |

Vor der Inbetriebnahme der 106,0 wurde die Frequenz 101,2 mit einer Leistung von 0,01 kW verwendet. Ob es zu einer Wiederinbetriebnahme dieser Frequenz kommt, ist unbekannt.

### Analoges Fernsehen (PAL)
Vor der Umstellung auf DVB-T diente der Sendestandort weiterhin für analoges Fernsehen.
| Kanal | Frequenz (MHz) | Programm                        | ERP (kW) | Sendediagramm rund (ND)/ gerichtet (D) | Polarisation horizontal (H)/ vertikal (V) |
| ----- | -------------- | ------------------------------- | -------- | -------------------------------------- | ----------------------------------------- |
| 22    | 479,25         | ZDF                             | 0,06     | D                                      | H                                         |
| 60    | 783,25         | SWR Fernsehen Baden-Württemberg | 0,06     | D                                      | H                                         |